# Мій ніжно коханий детектив
«Мій ніжно коханий детектив» (рос. «Мой нежно любимый детектив») — російський радянський художній фільм 1986 року.

## Зміст
Дві співробітниці приватного розшукового агентства, міс Холмс і міс Ватсон, застосовуючи дедуктивний метод, успішно розслідують безнадійно заплутану справу. Скотланд-Ярд вирішує позбутися від конкурентів, але не так це просто! За юних осіб заступається кохання.